# أندي هاتشينسون
أندي هاتشينسون (بالإنجليزية: Andy Hutchinson)‏ هو لاعب كرة قدم بريطاني في مركز الهجوم، ولد في 10 مارس 1992 في لينكن في المملكة المتحدة. لعب مع نادي لينكولن سيتي ونادي ليويس ونادي هاروجيت تاون.

## وصلات خارجية
- أندي هاتشينسون على موقع قاعدة بيانات كرة القدم.إي يو (الإنجليزية)
- أندي هاتشينسون على موقع Soccerbase.com (لاعب) (الإنجليزية)